# Rosa ludingensis
Rosa ludingensis är en rosväxtart som beskrevs av Tsue Chih Ku. Rosa ludingensis ingår i släktet rosor, och familjen rosväxter. Inga underarter finns listade i Catalogue of Life.